# 納什維爾 (伊利諾伊州)
納什維爾（英語：Nashville）是一個位於美國伊利諾伊州沃倫縣的城市。根據2010年美國人口普查，該地人口為3258人，而該地的面積約為7.27平方千米。同時該地也是沃倫縣的縣治。

## 地理
納什維爾的座標為38°20′53″N 89°22′54″W / 38.34806°N 89.38167°W，而該地的平均海拔高度為159米（即522英尺）。